# 루자 (라트비아)

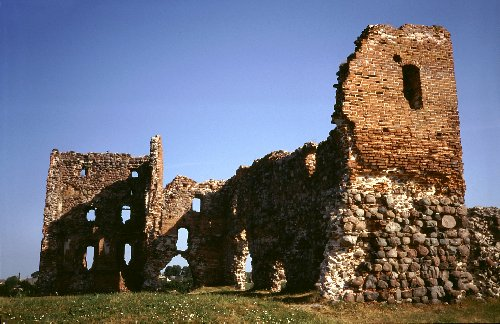
루자 성

루자(라트비아어: Ludza)는 라트비아 동부 라트갈레 지방에 위치한 도시로 인구는 10,247명(2004년 기준)이다. 루자 시의 행정 중심지이며 라트비아-러시아 국경에서 30km 정도 떨어진 곳에 위치한다. 1399년 리보니아 기사단이 건설한 루자 성 유적이 남아 있다. 1777년 도시 지위를 부여받았다.

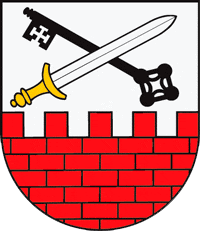
시 문장